# Палацо (Кремона)
Палацо је насеље у Италији у округу Кремона, региону Ломбардија.
Према процени из 2011. у насељу је живело 57 становника. Насеље се налази на надморској висини од 24 м.